# 奧賴恩鎮區 (伊利諾伊州富爾頓縣)
奧賴恩鎮區（英語：Orion Township）是位於美國伊利諾伊州富爾頓縣的一個行政鎮區。

## 地方資料
根據2010年美國人口普查的數據，奧賴恩鎮區的面積為95.40平方千米，當中陸地面積為94.50平方千米，而水域面積為0.90平方千米。當地共有人口1170人，而人口密度為每平方千米12.26人。